# Wohnsiedlung Kronenwiese
Die Wohnsiedlung Kronenwiese ist eine kommunale Wohnsiedlung der Stadt Zürich, die im Quartier Unterstrass oberhalb des Lettens liegt. Die Siedlung konnte ab 2016 bezogen werden.

## Bauwerk
Die Überbauung befindet sich auf einem dreieckigen Grundstück zwischen Kornhausstrasse, der Kronenstrasse under Nordstrasse bei der gleichnamigen Bushaltestelle. Südlich neben der Siedlung liegt das Schindlergut, beim Letten überquert die Kornhausbrücke die nahe Limmat.

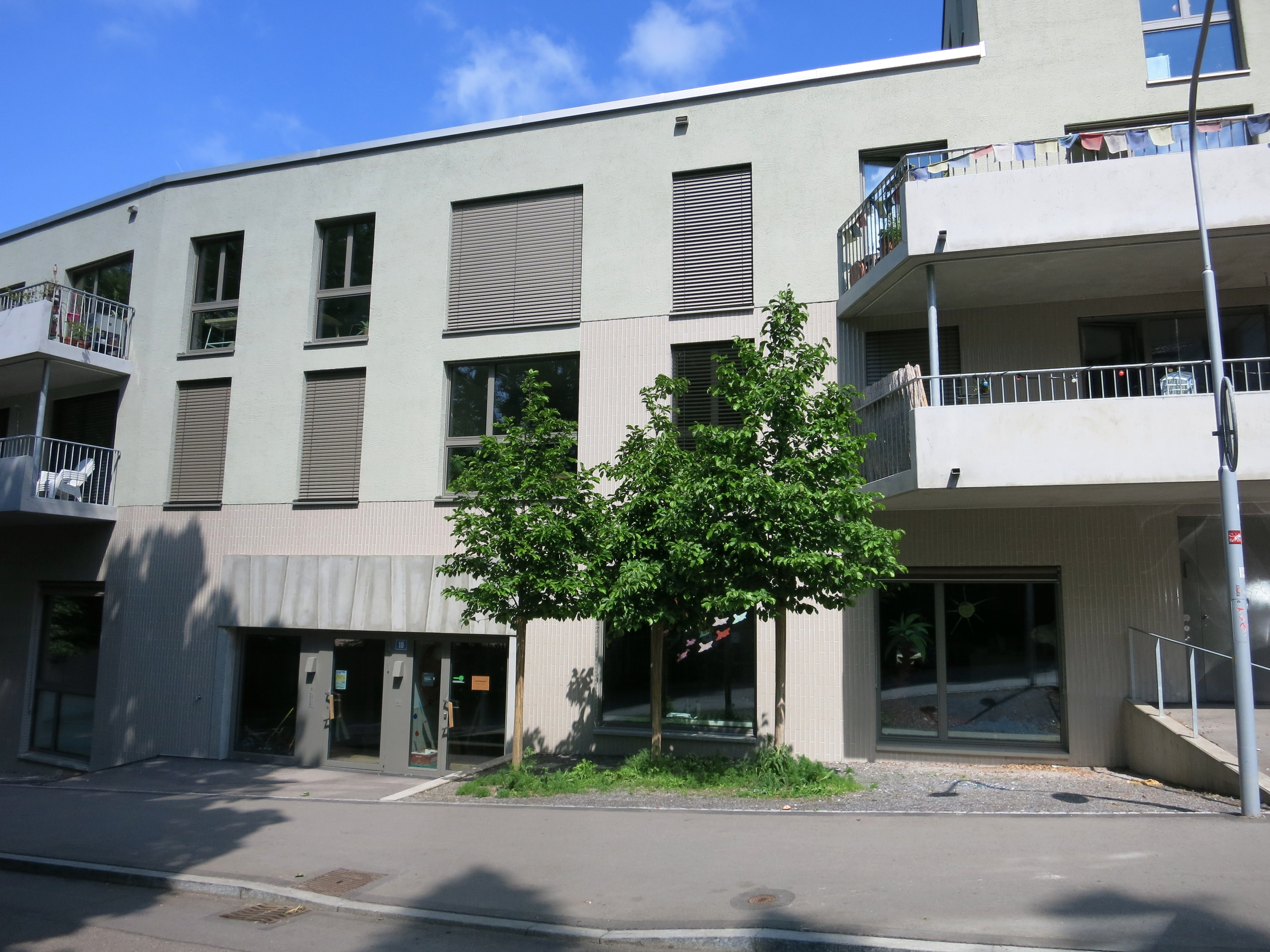
Kindergarten

Die neun drei- bis sechsgeschossigen Flachdach-Mehrfamilienhäuser sind als offene Blockrandbebauung treppenförmig entlang den Grundstückgrenzen angeordnet. In ihnen sind 99 Wohnungen untergebracht, die meisten sind 2 ½-, 3 ½- oder 4 ½-Zimmer-Wohnungen. In die Überbauung sind zwei Kindergärten des Schulkreis Waidberg integriert. Entlang der verkehrsreichen Kornhausstrasse sind Gewerberäume untergebracht. Eine Zivilschutzanlage, die sich bereits auf dem Grundstück befand, wurde in den Bau integriert.

## Geschichte
Zur Förderung von günstigem Wohnraum in Zürich plante die Stadt die Bebauung der Wiese in ihrem Eigentum. Das Team Amon Semadeni Architekten gewann den 2010 bis 2011 durchgeführten Architekturwettbewerb mit 90 Teilnehmern. Die Stimmbürger der Stadt nahmen den Baukredit über 64,8 Millionen Franken am 9. Juni 2013 mit 75 % Ja-Stimmen-Anteil an.